# Daewoo
Daewoo és un grup industrial sud-coreà dedicat a la fabricació d'armes, electrodomèstics, aparells electrònics i automòbils. El departament automobilístic, denominat GM-Daewoo està controlat, des de 2002, pel grup constructor d'automòbils General Motors. GM és accionista, amb el 50,9% de GM-Daewoo, mentre que Suzuki només posseeix un 11% de les accions.

## Història
El conglomerat Daewoo va ser fundat, el 1967, per Kim Woo-choong. Aprofitant les orientacions econòmiques propiciades pel president Park Cheng-hee, es va desenvolupar i es diversificà ràpidament.
Malgrat l'excessiu endeutament, el grup va poder mantenir-se gràcies als suports polítics de diversos països així com a la posició del seu dirigent que presidia la Federació coreana industrial. La seva posició, això no obstant, va anar debilitant-se. El president Kim Young-sam, va imposar noves normes i el seu successor Kim Dae Jung va lluitar per la reestructuració de l'economia del seu país. Finalment Daewoo va ser demandada el 1999 pel govern sud-coreà a causa d'una fallida fraudulenta.
L'antic director Kim Woo-chong va ser condemnat per la justícia sud-coreana, el 30 de maig de 2006, a deu anys de presó per frau i malversació de fons.

## Automòbils Daewoo
El juliol de 1978 Daewoo va esdevenir accionista, amb un 50%, de Shinjin Motors les activitats del qual en la construcció automobilística coreana es remuntaven a 1937. Des de juny de 1972, Shinjin Motors fabricava els vehicles de General Motors. Des de gener de 1983 aquesta secció es coneix com a Daewoo Motors.
La crisi del grup el 1999 va provocar la baixada de la producció. A l'octubre de 2002, la secció automobilística es va integrar en el grup General Motors i va passar a denominar-se GM-Daewoo.
Els models de GM-Daewoo es venen amb la marca Daewoo en Corea del Sud i en el Vietnam; Suzuki i Chevrolet en els Estats Units; Suzuki, Chevrolet i Pontiac en Europa de l'Est i en Rússia; i des del 2005, i amb la marca Chevrolet en Europa Occidental.

### Models de vehicle
- Daewoo Rezzo
- Daewoo Matís
- Models de 1990 a 1997:
  - Daewoo Espero (1990)
  - Daewoo Lanos (1997)
  - Daewoo Shiraz (1997)
  - Daewoo Nubira (1998)
  - Daewoo Cielo (1996)
  - Daewoo Tico (1998).